# 신반바역
신반바역(일본어: 新馬場駅、しんばんばえきえき)은 일본 도쿄도 시나가와구에 있는 게이힌 급행 전철의 철도역이다.
1970년대 고가화 공사 당시 기타반바 역과 미나미반바 역을 통합하여, 양 역의 중간 지점에 개설한 역으로, 1975년부터 1976년에 걸쳐 하행선만 선행 통합한 결과 개찰구는 별도의 역으로써 사용하고, 하행선 승강장은 2개의 역이 함께 사용하는 상태가 되었다. 그 때문에 하행선 승강장의 역명판은 "기타반바·미나미반바"라는 두 개의 역명을 함께 표기하였는데, 당시의 전일본 철도 시각표에서는 기타반바 역과 미나미반바 역을 별도로 표기하되 주석으로써 "기타반바 역과 미나미반바 역의 하행 승강장은 동일하다"고 기술하였다. 상행선의 고가화가 완성됨과 동시에 두 역은 신반바역으로 완전히 통합되었다.

## 역 구조
상대식 승강장 2면 2선의 고가역이다. 개찰구는 2개소인데, 기타시나가와 역 방면의 북쪽 출구가 구 기타반바 역, 아오모노요코초 역 방면의 남쪽 출구가 구 미나미반바 역이었다. 남쪽 출구의 개찰구와 승강장을 연결하는 콩코스는 미나미반바 역의 부지를 이용하여 설치하였기 때문에 그 거리가 길다.

### 승강장
| 1 | ■ 본선 | 가와사키 · 요코하마 · 우라가 · 미우라카이간 방면 |
| 2 | ■ 본선 | 시나가와 · 신바시 · 아사쿠사 · 나리타 공항 방면  |

## 역세권 정보
- 국도 51호선
- 시나가와 신사
- 에바라 신사

## 역사
- 1904년 5월 8일 - 게이힌 전기 철도 시나가와 (지금의 기타시나가와) ~ 야하타 (지금의 오모리카이간) 간의 개통과 동시에, 기타반바 역과 미나미반바 역이 개업하였다.
- 1975년 8월 27일 - 기타시나가와 ~ 아오모노요코초 간의 하행선이 고가화되어 양 역의 하행선 승강장만 우선 통합하였다.
- 1976년 10월 15일 - 상행선의 고가화에 따라 두 역이 완전히 통합되어 지금의 신반바 역으로 개명되었다.

## 인접역
| 게이힌 급행 전철 본선           | 게이힌 급행 전철 본선 | 게이힌 급행 전철 본선           |
| ------------------------------- | --------------------- | ------------------------------- |
| KK02 기타시나가와 시나가와 방면 | ■ 보통                | 아오모노요코초 KK04 우라가 방면 |